# I Am: Celine Dion
I Am: Celine Dion é um futuro filme, do gênero documentário, dirigido por Irene Taylor, centrado na cantora canadense Céline Dion. O filme detalhará a vida de Dion, suas realizações profissionais, e sua batalha contra a síndrome da pessoa rígida. o documentário estará disponível para streaming a partir de 25 de junho de 2024, no Amazon Prime Video. Nos países francófonos, o filme será intitulado Je suis: Céline Dion.

## Produçao
Em setembro de 2021, a Sony Music Entertainment anunciou que um documentário, de longa-metragem, já estava em andamento. O título oficial do filme foi anunciado em janeiro de 2024, com a Amazon MGM Studios adquirindo os direitos de distribuição. O trailer do filme foi lançado em 23 de maio de 2024.

## Trilha sonora
A trilha sonora de I Am: Celine Dion será lançada em 21 de junho de 2024.